# Aspilota pitiensis
Aspilota pitiensis är en stekelart som beskrevs av David Timmins Fullaway 1913. 
Aspilota pitiensis ingår i släktet Aspilota och familjen bracksteklar. Inga underarter finns listade.